# Seznam naselij Bjelovarsko-bilogorske županije
Seznam naselij Bjelovarsko-bilogorske županije.
Opomba: Naselja v ležečem tisku so opuščena.

## A
Andigola - 

## B
Babinac, Ivanska - Babinac, Velika Pisanica - Babotok - Barica - Bastajski Brđani - Batinjani - Batinjska Rijeka - Bačkovica - Bedenik - Bedenička - Begovača - Berek - Bijela - Bjelovar - Blagorodovac - Blatnica - Bojana - Boriš - Borova Kosa - Bosiljevo - Botinac - Brestovačka Brda - Breza - Brezovac - Bulinac - 

## C
Cerina - Ciglena - Ciglenica - Cremušina - 

## Ć
Ćurlovac - 

## Č
Čazma - Čađavac - 

## Đ
Đulovac - Đurđic - 

## D
Dapci - Dapčevački Brđani - Daruvar - Daruvarski Brestovac - Daruvarski Vinogradi - Daskatica - Dautan - Dereza - Dežanovac - Dijakovac - Dioš - Dišnik - Dobra Kuća - Doljani - Domankuš - Dominkovica - Donja Kovačica - Donja Petrička - Donja Rašenica - Donja Vrijeska - Donja Šušnjara - Donje Cjepidlake - Donji Borki - Donji Daruvar - Donji Draganec - Donji Dragičevci - Donji Lipovčani - Donji Miklouš - Donji Mosti - Donji Sređani - Draganić - Dražica - Drlež - Drljanovac - Duhovi - 

## G
Galovac - Garešnica - Garešnički Brestovac - Golubinjak - Gornja Garešnica - Gornja Kovačica - Gornja Petrička - Gornja Ploščica - Gornja Rašenica - Gornja Trnovitica - Gornja Vrijeska - Gornja Šušnjara - Gornje Cjepidlake - Gornje Plavnice - Gornje Zdelice - Gornji Borki - Gornji Daruvar - Gornji Draganec - Gornji Dragičevci - Gornji Lipovčani - Gornji Miklouš - Gornji Mosti - Gornji Sređani - Gornji Tomaš - Gornji Uljanik - Goveđe Polje - Grabik - Grabovnica - Grbavac - Grginac - Grubišno Polje - Gudovac - 

## H
Hercegovac - Hrastovac - 

## I
Ilovski Klokočevac - Imsovac - Ivanovo Polje - Ivanovo Selo - Ivanska - 

## J
Jabučeta - Jakopovac - Jasenik - 

## K
Kajgana - Kakinac - Kaniška Iva - Kapela - Kapelica - Katinac - Kašljavac - Kaštel Dežanovački - Kegljevac - Kip - Klokočevac - Kobasičari - Kokinac - Kolarevo Selo - Komuševac - Končanica - Koreničani - Kostanjevac - Kovačevac - Kozarevac Račanski - Kraljevac - Kravljak - Kreštelovac - Krivaja - Križ Gornji - Križic - Kupinovac - 

## L
Ladislav - Lalići - Laminac - Lasovac - Lasovac Brdo - Letičani - Lipovac Majur - Lipovo Brdo - Lipovčani - Ljudevit Selo - Lončarica - 

## M
Maglenča - Mala Babina Gora - Mala Barna - Mala Bršljanica - Mala Ciglena - Mala Dapčevica - Mala Jasenovača - Mala Klisa - Mala Mlinska - Mala Peratovica - Mala Pisanica - Mala Trnovitica - Mali Bastaji - Mali Grđevac - Mali Miletinac - Mali Pašijan - Mali Zdenci - Malo Korenovo - Malo Trojstvo - Malo Vukovje - Markovac - Martinac, Veliko Trojstvo - Martinac, Čazma - Marčani - Maslenjača - Međurača - Milaševac - Miljanovac - Mlinski Vinogradi - Munije - 

## N
Narta - Nevinac - Nova Diklenica - Nova Krivaja - Nova Pisanica - Nova Ploščica - Nova Rača - Novi Pavljani - Novi Skucani - Novo Selo Garešničko - Novo Selo, Čazma - Novoseljani - 

## O
Obrovnica - Općevac - Orlovac, Grubišno Polje - Orlovac, Nova Rača - Orovac - Otkopi - Oštri Zid - 

## P
Pakrani - Palančani - Palešnik - Paljevine - Patkovac - Paulovac - Pavlin Kloštar - Pavličani - Pavlovac - Pobjenik - Pobrđani - Podgarić - Podgorci - Poljani - Poljančani - Polum - Potok - Potočani - Predavac - Prekobrdo - Prespa - Prgomelje - Prnjarovac - Prnjavor - Prokljuvani, Bjelovar - Prokljuvani, Čazma - Puklica - Pupelica - Puričani - 

## R
Rajić - Rastovac, Grubišno Polje - Rastovac, Ivanska - Ravneš - Removac - Reškovci - Ribnjačka - Rogoža - Rovišće - Ruškovac - 

## S
Samarica - Sasovac - Severin - Sibenik - Sirač - Sišćani - Slovinska Kovačica - Sokolovac - Sovari - Sredice Gornje - Srednja Diklenica - Srednji Mosti - Srijedska - Stanići - Stančići - Stara Diklenica - Stara Plošćica - Stara Rača - Stare Plavnice - Stari Pavljani - Stari Skucani - Starine - Staro Štefanje - Starčevljani - Stražanac - Suhaja - 

## Š
Šandrovac - Šibovac - Šimljana - Šimljanica - Šimljanik - Šiptari - Škodinovac - Štefanje - Šuplja Lipa - 

## T
Tociljevac - Tomaš - Tomašica - Topolovica - Treglava - Trnovitički Popovac - Trojeglava - Trojstveni Markovac - Tuk - Turčević Polje - Tvrda Reka -

## U
Uljanik - Uljanički Brijeg - Utiskani - 

## V
Vagovina - Velika Babina Gora - Velika Barna - Velika Bršljanica - Velika Dapčevica - Velika Jasenovača - Velika Klisa - Velika Mlinska - Velika Peratovica - Velika Pisanica - Velika Trnava - Velika Trnovitica - Veliki Bastaji - Veliki Grđevac - Veliki Miletinac - Veliki Pašijan - Veliki Prokop - Veliki Zdenci - Veliko Korenovo - Veliko Trojstvo - Veliko Vukovje - Visovi - Višnjevac - Vrbica - Vrbovac - Vrtlinska - Vukovije - Vučani - 

## Z
Zdenčac - Zdenčec - Zrinska - Zrinski Topolovac - Zvijerci - 

## Ž
Žabjak - Ždralovi - 